# Eerste divisie 1989/90 (nacompetitie)/Wedstrijden
Het Nederlandse Eerste divisie voetbal uit het seizoen 1989/90 kende aan het einde van de reguliere competitie een nacompetitie.
De promotie-/degradatieregeling kende dit seizoen een gewijzigde opzet ten opzichte van voorgaande jaren. Alleen de kampioen van de Eerste divisie promoveerde rechtstreeks naar de Eredivisie. Het seizoen werd ditmaal niet verdeeld in vier, maar zes periodes. De zes periodekampioenen gingen strijden om promotie naar de Eredivisie. De zes clubs werden voor het eerst verdeeld in twee poules. De twee poulewinnaars van de nacompetitie streden in een finale om het tweede promotieticket. De verliezend finalist kreeg een herkansing in een promotie-/degradatiewedstrijd tegen de nummer 16 van de Eredivisie.
Winnaar van deze achttiende editie werd sc Heerenveen. Opmerkelijk; sc Heerenveen won in de competitie de eerste periode maar zakte van naar uiteindelijk weg naar de achterhoede. De club promoveerde vanaf de 16e plek in de ranglijst.

## Speelronde 1

### Groep A
|                  |                                                         |       |                                 |                                                                                       |
| 8 mei 1990 19:30 | Go Ahead Eagles                                         | 3 – 2 | sc Heerenveen                   | Stadion: De Adelaarshorst, Deventer Toeschouwers: 6.500 Scheidsrechter: Hans Reygwart |
| 8 mei 1990 19:30 | Arno Hofstede 52' Marco Heering 57' Harry Decheiver 65' |       | 45' Marten Dijk 51' Pieter Bijl | Stadion: De Adelaarshorst, Deventer Toeschouwers: 6.500 Scheidsrechter: Hans Reygwart |
| 8 mei 1990 19:30 |                                                         |       |                                 | Stadion: De Adelaarshorst, Deventer Toeschouwers: 6.500 Scheidsrechter: Hans Reygwart |
| 8 mei 1990 19:30 |                                                         |       |                                 | Stadion: De Adelaarshorst, Deventer Toeschouwers: 6.500 Scheidsrechter: Hans Reygwart |
|                  |                                                         |       |                                 |                                                                                       |

### Groep B
|                  |                                                          |                |             |                                                                                               |
| 8 mei 1990 19:30 | FC Wageningen                                            | 0 – 0 gestaakt | SC Heracles | Stadion: De Wageningse Berg, Wageningen Toeschouwers: 8.000 Scheidsrechter: John Blankenstein |
| 8 mei 1990 19:30 | na afloop 1e helft wegens noodweer en onbespeelbaar veld |                |             | Stadion: De Wageningse Berg, Wageningen Toeschouwers: 8.000 Scheidsrechter: John Blankenstein |
| 8 mei 1990 19:30 |                                                          |                |             | Stadion: De Wageningse Berg, Wageningen Toeschouwers: 8.000 Scheidsrechter: John Blankenstein |
| 8 mei 1990 19:30 |                                                          |                |             | Stadion: De Wageningse Berg, Wageningen Toeschouwers: 8.000 Scheidsrechter: John Blankenstein |
|                  |                                                          |                |             |                                                                                               |

## Restant Speelronde 1

### Groep B
|                  |                                     |       |             |                                                                                               |
| 9 mei 1990 18:00 | FC Wageningen                       | 0 – 0 | SC Heracles | Stadion: De Wageningse Berg, Wageningen Toeschouwers: 7.500 Scheidsrechter: John Blankenstein |
| 9 mei 1990 18:00 | hervat in de 2e helft bij 0-0 stand |       |             | Stadion: De Wageningse Berg, Wageningen Toeschouwers: 7.500 Scheidsrechter: John Blankenstein |
| 9 mei 1990 18:00 |                                     |       |             | Stadion: De Wageningse Berg, Wageningen Toeschouwers: 7.500 Scheidsrechter: John Blankenstein |
| 9 mei 1990 18:00 |                                     |       |             | Stadion: De Wageningse Berg, Wageningen Toeschouwers: 7.500 Scheidsrechter: John Blankenstein |
|                  |                                     |       |             |                                                                                               |

## Speelronde 2

### Groep A
|                   |     |                      |                 |                                                                                    |
| 12 mei 1990 19:30 | NAC | 0 – 2                | Go Ahead Eagles | Stadion: NAC-stadion, Breda Toeschouwers: 7.335 Scheidsrechter: Mario van der Ende |
| 12 mei 1990 19:30 |     | 5', 76' John Linford |                 | Stadion: NAC-stadion, Breda Toeschouwers: 7.335 Scheidsrechter: Mario van der Ende |
| 12 mei 1990 19:30 |     |                      |                 | Stadion: NAC-stadion, Breda Toeschouwers: 7.335 Scheidsrechter: Mario van der Ende |
| 12 mei 1990 19:30 |     |                      |                 | Stadion: NAC-stadion, Breda Toeschouwers: 7.335 Scheidsrechter: Mario van der Ende |
|                   |     |                      |                 |                                                                                    |

### Groep B
|                   |                                    |       |               |                                                                          |
| 12 mei 1990 19:30 | Emmen                              | 2 – 0 | FC Wageningen | Stadion: Meerdijk, Emmen Toeschouwers: 5.252 Scheidsrechter: Cees Bakker |
| 12 mei 1990 19:30 | Gerrie Schaap 49' Jan de Jonge 60' |       |               | Stadion: Meerdijk, Emmen Toeschouwers: 5.252 Scheidsrechter: Cees Bakker |
| 12 mei 1990 19:30 |                                    |       |               | Stadion: Meerdijk, Emmen Toeschouwers: 5.252 Scheidsrechter: Cees Bakker |
| 12 mei 1990 19:30 |                                    |       |               | Stadion: Meerdijk, Emmen Toeschouwers: 5.252 Scheidsrechter: Cees Bakker |
|                   |                                    |       |               |                                                                          |

## Speelronde 3

### Groep A
|                   |                         |       |                                                         |                                                                                           |
| 15 mei 1990 19:30 | sc Heerenveen           | 2 – 3 | NAC                                                     | Stadion: Abe Lenstra Stadion, Heerenveen Toeschouwers: 7.500 Scheidsrechter: Frans Houben |
| 15 mei 1990 19:30 | Gertjan Verbeek 2', 19' |       | 5' Ton Cornelissen 25' Cees Schapendonk 68' Patrick Dik | Stadion: Abe Lenstra Stadion, Heerenveen Toeschouwers: 7.500 Scheidsrechter: Frans Houben |
| 15 mei 1990 19:30 |                         |       |                                                         | Stadion: Abe Lenstra Stadion, Heerenveen Toeschouwers: 7.500 Scheidsrechter: Frans Houben |
| 15 mei 1990 19:30 |                         |       |                                                         | Stadion: Abe Lenstra Stadion, Heerenveen Toeschouwers: 7.500 Scheidsrechter: Frans Houben |
|                   |                         |       |                                                         |                                                                                           |

### Groep B
|                   |                               |       |                                                  |                                                                                      |
| 16 mei 1990 19:30 | SC Heracles                   | 1 – 3 | Emmen                                            | Stadion: Bornsestraat, Almelo Toeschouwers: 7.500 Scheidsrechter: Ignace van Swieten |
| 16 mei 1990 19:30 | Alfred Knippenberg 45' (pen.) |       | 17' Roel Smand 53' Ben Haverkort 82' Rudolf Metz | Stadion: Bornsestraat, Almelo Toeschouwers: 7.500 Scheidsrechter: Ignace van Swieten |
| 16 mei 1990 19:30 |                               |       |                                                  | Stadion: Bornsestraat, Almelo Toeschouwers: 7.500 Scheidsrechter: Ignace van Swieten |
| 16 mei 1990 19:30 |                               |       |                                                  | Stadion: Bornsestraat, Almelo Toeschouwers: 7.500 Scheidsrechter: Ignace van Swieten |
|                   |                               |       |                                                  |                                                                                      |

## Speelronde 4

### Groep A
|                   |                                    |       |                 |                                                                                             |
| 19 mei 1990 19:30 | sc Heerenveen                      | 2 – 0 | Go Ahead Eagles | Stadion: Abe Lenstra Stadion, Heerenveen Toeschouwers: 5.700 Scheidsrechter: Jaap Uilenberg |
| 19 mei 1990 19:30 | Pieter Bijl 40' Lubbe van Dijk 42' |       |                 | Stadion: Abe Lenstra Stadion, Heerenveen Toeschouwers: 5.700 Scheidsrechter: Jaap Uilenberg |
| 19 mei 1990 19:30 |                                    |       |                 | Stadion: Abe Lenstra Stadion, Heerenveen Toeschouwers: 5.700 Scheidsrechter: Jaap Uilenberg |
| 19 mei 1990 19:30 |                                    |       |                 | Stadion: Abe Lenstra Stadion, Heerenveen Toeschouwers: 5.700 Scheidsrechter: Jaap Uilenberg |
|                   |                                    |       |                 |                                                                                             |

### Groep B
|                   |                         |       |                     |                                                                               |
| 19 mei 1990 19:30 | SC Heracles             | 1 – 1 | FC Wageningen       | Stadion: Bornsestraat, Almelo Toeschouwers: 2.500 Scheidsrechter: Cees Bakker |
| 19 mei 1990 19:30 | Louis van Schijndel 30' |       | 85' Bert van de Pol | Stadion: Bornsestraat, Almelo Toeschouwers: 2.500 Scheidsrechter: Cees Bakker |
| 19 mei 1990 19:30 |                         |       |                     | Stadion: Bornsestraat, Almelo Toeschouwers: 2.500 Scheidsrechter: Cees Bakker |
| 19 mei 1990 19:30 |                         |       |                     | Stadion: Bornsestraat, Almelo Toeschouwers: 2.500 Scheidsrechter: Cees Bakker |
|                   |                         |       |                     |                                                                               |

## Speelronde 5

### Groep A
|                   |     |                |               |                                                                                    |
| 22 mei 1990 19:30 | NAC | 0 – 1          | sc Heerenveen | Stadion: NAC-stadion, Breda Toeschouwers: 8.347 Scheidsrechter: Ignace van Swieten |
| 22 mei 1990 19:30 |     | 60' René Groen |               | Stadion: NAC-stadion, Breda Toeschouwers: 8.347 Scheidsrechter: Ignace van Swieten |
| 22 mei 1990 19:30 |     |                |               | Stadion: NAC-stadion, Breda Toeschouwers: 8.347 Scheidsrechter: Ignace van Swieten |
| 22 mei 1990 19:30 |     |                |               | Stadion: NAC-stadion, Breda Toeschouwers: 8.347 Scheidsrechter: Ignace van Swieten |
|                   |     |                |               |                                                                                    |

### Groep B
|                   |                                  |       |             |                                                                                 |
| 22 mei 1990 19:30 | Emmen                            | 2 – 0 | SC Heracles | Stadion: Meerdijk, Emmen Toeschouwers: 7.300 Scheidsrechter: Mario van der Ende |
| 22 mei 1990 19:30 | Jan de Jonge 18' Rudolf Metz 63' |       |             | Stadion: Meerdijk, Emmen Toeschouwers: 7.300 Scheidsrechter: Mario van der Ende |
| 22 mei 1990 19:30 |                                  |       |             | Stadion: Meerdijk, Emmen Toeschouwers: 7.300 Scheidsrechter: Mario van der Ende |
| 22 mei 1990 19:30 |                                  |       |             | Stadion: Meerdijk, Emmen Toeschouwers: 7.300 Scheidsrechter: Mario van der Ende |
|                   |                                  |       |             |                                                                                 |

## Speelronde 6

### Groep A
|                   |                                  |       |                                                                   |                                                                                           |
| 24 mei 1990 13:30 | Go Ahead Eagles                  | 2 – 3 | NAC                                                               | Stadion: De Adelaarshorst, Deventer Toeschouwers: 9.000 Scheidsrechter: John Blankenstein |
| 24 mei 1990 13:30 | John Linford 57' Cees Marbus 89' |       | 14' Wanny van Gils 44' (pen.) Peter Remie 88' Dennis van der Gijp | Stadion: De Adelaarshorst, Deventer Toeschouwers: 9.000 Scheidsrechter: John Blankenstein |
| 24 mei 1990 13:30 |                                  |       |                                                                   | Stadion: De Adelaarshorst, Deventer Toeschouwers: 9.000 Scheidsrechter: John Blankenstein |
| 24 mei 1990 13:30 |                                  |       |                                                                   | Stadion: De Adelaarshorst, Deventer Toeschouwers: 9.000 Scheidsrechter: John Blankenstein |
|                   |                                  |       |                                                                   |                                                                                           |

### Groep B
|                   |                                                                      |       |       |                                                                                          |
| 24 mei 1990 19:30 | FC Wageningen                                                        | 4 – 0 | Emmen | Stadion: De Wageningse Berg, Wageningen Toeschouwers: 1.200 Scheidsrechter: Frans Houben |
| 24 mei 1990 19:30 | René van den Brink 48', 59' Jan Oosterhuis 75' Gilbert Schrijner 79' |       |       | Stadion: De Wageningse Berg, Wageningen Toeschouwers: 1.200 Scheidsrechter: Frans Houben |
| 24 mei 1990 19:30 |                                                                      |       |       | Stadion: De Wageningse Berg, Wageningen Toeschouwers: 1.200 Scheidsrechter: Frans Houben |
| 24 mei 1990 19:30 |                                                                      |       |       | Stadion: De Wageningse Berg, Wageningen Toeschouwers: 1.200 Scheidsrechter: Frans Houben |
|                   |                                                                      |       |       |                                                                                          |

## Finale
|                   |                 |       |               |                                                                              |
| 27 mei 1990 18:00 | Emmen           | 1 – 0 | sc Heerenveen | Stadion: Meerdijk, Emmen Toeschouwers: 10.102 Scheidsrechter: Jaap Uilenberg |
| 27 mei 1990 18:00 | Rudolf Metz 90' |       |               | Stadion: Meerdijk, Emmen Toeschouwers: 10.102 Scheidsrechter: Jaap Uilenberg |
| 27 mei 1990 18:00 |                 |       |               | Stadion: Meerdijk, Emmen Toeschouwers: 10.102 Scheidsrechter: Jaap Uilenberg |
| 27 mei 1990 18:00 |                 |       |               | Stadion: Meerdijk, Emmen Toeschouwers: 10.102 Scheidsrechter: Jaap Uilenberg |
|                   |                 |       |               |                                                                              |

|                   |                                    |       |       |                                                                                                  |
| 30 mei 1990 18:00 | sc Heerenveen                      | 2 – 0 | Emmen | Stadion: Abe Lenstra Stadion, Heerenveen Toeschouwers: 12.000 Scheidsrechter: Mario van der Ende |
| 30 mei 1990 18:00 | Gertjan Verbeek 3' Marten Dijk 16' |       |       | Stadion: Abe Lenstra Stadion, Heerenveen Toeschouwers: 12.000 Scheidsrechter: Mario van der Ende |
| 30 mei 1990 18:00 |                                    |       |       | Stadion: Abe Lenstra Stadion, Heerenveen Toeschouwers: 12.000 Scheidsrechter: Mario van der Ende |
| 30 mei 1990 18:00 |                                    |       |       | Stadion: Abe Lenstra Stadion, Heerenveen Toeschouwers: 12.000 Scheidsrechter: Mario van der Ende |
|                   |                                    |       |       |                                                                                                  |

## Promotie/degradatie wedstrijd
Wedstrijd tussen de nummer 16 van de eredivisie en de verliezend finalist van de nacompetitie.
|                   |                  |       |                                         |                                                                                |
| 2 juni 1990 19:30 | Emmen            | 1 – 2 | NEC                                     | Stadion: Meerdijk, Emmen Toeschouwers: 7.000 Scheidsrechter: John Blankenstein |
| 2 juni 1990 19:30 | Ben Haverkort 4' |       | 56' Manuel Sánchez Torres 74' Henk Grim | Stadion: Meerdijk, Emmen Toeschouwers: 7.000 Scheidsrechter: John Blankenstein |
| 2 juni 1990 19:30 |                  |       |                                         | Stadion: Meerdijk, Emmen Toeschouwers: 7.000 Scheidsrechter: John Blankenstein |
| 2 juni 1990 19:30 |                  |       |                                         | Stadion: Meerdijk, Emmen Toeschouwers: 7.000 Scheidsrechter: John Blankenstein |
|                   |                  |       |                                         |                                                                                |

|                   |     |       |       |                                                                                 |
| 6 juni 1990 19:30 | NEC | 0 – 0 | Emmen | Stadion: De Goffert, Nijmegen Toeschouwers: 7.000 Scheidsrechter: Hans Reygwart |
| 6 juni 1990 19:30 |     |       |       | Stadion: De Goffert, Nijmegen Toeschouwers: 7.000 Scheidsrechter: Hans Reygwart |
| 6 juni 1990 19:30 |     |       |       | Stadion: De Goffert, Nijmegen Toeschouwers: 7.000 Scheidsrechter: Hans Reygwart |
| 6 juni 1990 19:30 |     |       |       | Stadion: De Goffert, Nijmegen Toeschouwers: 7.000 Scheidsrechter: Hans Reygwart |
|                   |     |       |       |                                                                                 |

AZ ·
SC Cambuur ·
DS '79 ·
Eindhoven ·
Emmen ·
Excelsior ·
Go Ahead Eagles ·
De Graafschap ·
sc Heerenveen ·
Helmond Sport ·
Heracles '74 ·
NAC ·
PEC Zwolle '82 ·
RBC ·
SVV ·
Telstar ·
BV Veendam ·
VVV ·
FC Wageningen
Eredivisie

1960 · 1975 · 1987 · 1988
Eerste divisie

1973 · 1974 · 1975 · 1976 · 1977 · 1978 · 1979 · 1980 · 1981 · 1982 · 1983 · 1984 · 1985 · 1986 · 1987 · 1988 · 1989 · 1990 · 1991 · 1992 · 1993 · 1994 · 1995 · 1996 · 1997 · 1998 · 1999 · 2000 · 2001 · 2002 · 2003 · 2004 · 2005

Vanaf 2006 staan alle competities op 1 pagina.

2006 · 2007 · 2008 · 2009 · 2010 · 2011 · 2012 · 2013 · 2014 · 2015 · 2016 · 2017 · 2018 · 2019 · 2020 · 2021 · 2022 · 2023 · 2024